# Lars Vejen
Lars Vejen (Lars Vejen-Jensen, født 27. april 1971) er en dansk arkitekt, designer og grundlægger af Design Studio Lars Vejen.
I 18 år arbejdede han hos det internationale arkitektfirma Schmidt Hammer Lassen, hvor han var Head of Design i ti år. Mest kendt for sit arbejde hos SHL er han for at være medansvarlig for interiør og produktdesign for den nye afdeling af Det Kongelige Bibliotek i København, Danmark, samt for oprettelsen og udviklingen af SHL design - en selvstændig forretningsenhed under SHL Architects.
I 2014 overtog Lars Vejen en større del af SHL design og har siden drevet egen designvirksomhed, Design Studio Lars Vejen, hvor han arbejder på projekter verden over og med kontor i både Aarhus, Danmark og Kyoto, Japan.
I 2018 blev Lars Vejen tildelt prisen “Årets Designer 2018” ved Design Awards.

## Baggrund
Lars Vejen blev født i Kolding, Danmark.
Efter et praktikforløb i Japan i 1995 færdiggjorte Lars Vejen sine studier ved Arkitektskolen Aarhus i 1996, specialiseret i møbeldesign.

## Udvalgte møbel- og produktdesign
- Præmieringsplakette for Statens Kunstfond 2020
- CALDERA Lamp for LIK Lighting (DK) (2020)
- The D.I.Y. Collection for T.S. Brand (JP) (2020)
- ENSO T-shirt-kollektion for H2O (DK) (2020)
- Hirata Gen Collection for Hirata (JP) (2020)[14]
- FLOAT spisebordsstol for Motarasu (DK) (2019)[15]
- FACET lampe for Light-Point (Dk) (2018)[6]
- Dinesen FRAMED by Vahle for Vahle Door (Dk) (2017)[16]
- DOORS by Lars Vejen for Vahle Door (Dk) (2016)[17]
- LOCKT cykelstativ for Veksø (Dk) (2016)[18]
- MOOVE bænk for Veksø (Dk) (2016)[19]
- A TAILORS TABLE kandidatprojekt for Tailor Anders Jeppesen (Dk) (1996)

## Andre projekter
I 2018 blev Lars Vejen partner i det danske arkitektfirma Njordrum, som designer og udvikler modul-huse i træ. Trådte med udgangen af 2024 ud af Njordrum for at overtage og fortsat arbejde med virksomhedens produktdesign hhv. projekter i Japan.
Siden 2016 har Lars Vejen samarbejdet med den japanske designer Taijiro Ishiko, under navnet studioA27. Duoen designer møbler og produkter.

## Udstillinger (solo)
2016 - Design Collaborations, Lars Vejen, Turbinehallen, Aarhus
2016 - Design Collaborations, Lars Vejen, Bella Center, Copenhagen
2017 - Design Collaborations Japan - Denmark 150 years, Museum of Traditional Craft, Kyoto
2017 - Design Collaborations Japan - Denmark 150 years, Galleri A. Petersen Collection & Craft, Copenhagen

## Priser
- 2009 Red Dot Design Award for “SOLID” urban furniture.
- 2018 iF Design Award for “fermacell ACOUSTIC”.[23]
- 2018 Statens Kunstfond Pris for “Design Collaboration Japan - Denmark 150 years exhibition at Gallery A. Petersen, Copenhagen.
- 2018 "Årets Designer" ved Design Awards[24]
- 2019 Red Dot Design Award winner for "FACET wall lamp"[25]
- 2020 Iconic Award “innovative Architecture” for “Nordic straight “ door handle[26]
- 2020 Iconic Award “innovative material” for “Nordic straight “ door handle.
- 2020 Winner of the “Mentor Award”.
- 2021 German Design Award SPECIAL for “Nordic straight” door handle.

## Eksterne Links
www.larsvejen.dk
www.njordrumhomejapan.com
www.njordrumcarejapan.com
www.studioA27.com
www.designcollaborations.dk